# Midnight Juggernauts
I Midnight Juggernauts sono un gruppo musicale di Melbourne, composto da Andrew Szekeres, Vincent Vendetta e Daniel Stricker. Il gruppo è stato descritto come qualcosa da 'prog dance che incontrano colonne sonore cosmiche', a 'slasher-flick disco' fino a 'panorama imperturbarbile'. È difficile definire il suono del gruppo, in quanto tutti gli strumenti sono suonati dal vivo attraverso una gamma di campionatori, blocchi e vari strumenti acustici.
Dopo la pubblicazione di numerosi vinili da 7" e 12" e di EP ad edizione limitata, il gruppo ha pubblicato il suo album di debutto, Dystopia. Dopo aver suonato in vari festival e fatto da headliner in diversi tour nel mondo nel tardo 2007-2008, il gruppo ha finito di lavorare sul loro album successivo, The Crystal Axis, effettuando tour nel periodo di pubblicazione dello stesso (metà del 2010) presso i festival e come headline in diversi spettacoli in giro per il mondo.
Il gruppo dirige la casa discografica Siberia Records, attraverso la quale pubblicano la loro musica e quella di altri artisti, come Kirin J Callinan e Djanimals.

## Storia

### Origini
Il gruppo si è formato nel 2004 da Vincenzi Vendetta ed Andrew Szekeres, i quali si sono incontrati a scuola. Ad essi si è successivamente aggiunto Daniel Stricker, nel tardo 2006, che ha incontrato i due mentre suonavano in diversi gruppi negli anni precedenti. Nei primi spettacoli il gruppo ha assunto diversi nomi ed il contenuto dei testi cambiava da spettacolo a spettacolo – in un'esibizione in un ristorante cinese è stato usato il nome dei brani serviti dallo stesso nel testo di alcuni brani suonati.

### EP e vinili
A seguito dell'EP con il proprio nome pubblicato nel 2005, prodotto in collaborazione con “Raised By Wolves”, e l'EP Secrets of the Universe del 2006, il gruppo ha iniziato velocemente a guadagnare seguito dentro e fuori dall'Australia con il brano "Shadows", diventando un successo nelle discoteche e su Internet. È stato originariamente pubblicato come un 12" presso la casa discografica amica Cutters e successivamente ripubblicato con Institubes nel 2008, insieme ad una serie in edizione limitata su vinile; questo ed altri brani sono stati presenti anche in diverse compilation, incluse Modular Presents: Leave Them All Behind, Kill Your Idols, DJ-Kicks, FabricLive.29 ed una compilation natalizia con Institubes. È stato sulla compilation natalizia che il gruppo francese Justice (che erano anch'essi nella compilation) li ha sentiti ed ha dichiarato che erano il loro nuovo gruppo preferito, invitandoli dopo ad unirsi al loro tour mondiale.

### Dystopia(2007–2008)
Nell'agosto del 2007, il gruppo ha pubblicato il disco di debutto, Dystopia, in Australia con la propria etichetta Siberia Records, che debutta al 24º posto nella ARIA Charts. Benché non sia stato pubblicato oltreoceano, alcuni dei suoi brani sono stati suonati su alcune radio di Stati Uniti e Regno Unito grazie a numerosi vinili pubblicati da diverse case discografiche ed a diverse compilation, con il supporto da altri artisti. Dato che non erano stati ancora ufficialmente pubblicati, alcuni brani sono stati suonati da BBC Radio 1 con un titolo errato, come "Shadows", che è stato suonato con il nome di "Tomorrow Today" della Modular Records. Ha ricevuto recensioni non solo dall'Australia, ma anche da Stati Uniti e Regno Unito (prima della sua pubblicazione) che hanno affermato che Dystopia è un "martellare euforico misto di groove di Krautrock, voli psichedelici di fantasia melodica e rumori sintetizzati grindy post-Justice", ed è stato anche dichiarato album dell'anno nel 2007 da Pedro Winter nel magazine XLR8R.
In quel periodo, il gruppo ha deciso di fare un accordo di licenza con la EMI Records per la loro etichetta Siberia Records.
Nell'ottobre del 2007 il gruppo è stato invitato ad un tour con i Justice intorno al Nord America, lasciando il proprio segno alla CMJ Music Marathon, suonando con !!!, Holy Fuck e Klaxons nel Regno Unito ed in Europa. Sono, quindi, ritornati in Australia, dove hanno suonato al festival Big Day Out, assieme a Rage Against The Machine, Björk ed Arcade Fire.
Il 2008 è iniziato con il gruppo che ha invitato gli M83 a fare il tour con loro in una serie di spettacoli da tutto esaurito in Australia ed è continuato con la ripubblicazione a livello internazionale di Dystopia ad aprile e maggio con materiale addizionale.

### The Crystal Axis(2008–2011)
Dopo la pubblicazione del primo disco, il gruppo si è stabilito presso una casa al mare sulla costa orientale dell'Australia per lavorare a nuovi progetti musicali, avendo collezionato molte idee durante i due anni precedenti. Dopo aver sperimentato molto con equipaggiamenti analogici e nuovi suoni digitali, sono state composte un gruppo di canzoni con suoni più 'prog' / 'layered' - lavorando con un ambiente a più strati. Il gruppo, quindi, ha costituito un gruppo di studio con l'ingegnere Chris Moore ed ha iniziato a registrare i nuovi brani.
Appena usciti dallo studio, sono stati contattati per esibirsi in diversi festival a Buenos Aires ed in Australia (Splendour in the Grass) ed anche un tour supportando i Flaming Lips, suonando nuovi brani, fra cui le prime versioni di 'Vital Signs' (chiamata, quindi, United Illuminations) e 'This New Technology' - permettendo che esse avessero ulteriori sviluppi. Come anteprima del nuovo album, hanno pubblicato l'EP This New Technology EP, che comprende l'omonimo singolo, la relativa versione radiofonica e remixe di The Emperor Machine, Memory Tapes, Juan Maclean e Babe Rainbow. Ritornando a casa, il gruppo (che si è autoprodotto il nuovo album) è tornato allo studio per terminare le registrazioni rimanenti
Il 2010 è iniziato con le esibizioni ai festival di Falls, Big Day Out e Golden Plains, creando successivamente "The Crystal Axis" (L'asse di cristallo), non solo l'album ma anche una costruzione fisica reale, creata utilizzando i sintetizzatori e gli strumenti usati per le registrazioni, con l'aiuto dell'artista di Melbourne Dylan Martorell e le luci da MPH; tutto ciò è stato ripreso anche in un video, un'idea del gruppo realizzata con l'aiuto di Krozm.
Appena prima della pubblicazione di The Crystal Axis si sono esibiti dal vivo, ottenendo il tutto esaurito, a Parigi, Londra, Amsterdam, Zurigo, Edimburgo, Santiago, in Brasile ed oltre. The Crystal Axis è stato pubblicato il 28 maggio 2010 in Australia, con appuntamenti internazionali nei mesi seguenti (nel Regno Unito a luglio, negli Stati Uniti d'America ad agosto, con un doppio vinile da 12" pubblicato da Acephale/Siberia Records, ed in Europa a settembre).
L'album ha vinto il premio 'Best Independent Dance/Electronica Album' nella quinta edizione degli Australian Independent Record Awards. Salutati come i pionieri di fatto della nuova frontiera dell'"indie-dance", i Midnight Juggernauts pushed the boundaries even further on album number 2, and were rewarded for their efforts as they also brought home their second award in this category, after winning back in 2007.
Durante il resto del 2010, il gruppo ha partecipato a diversi festival europei ed australiani, come Calvi on the Rocks, Montreux Jazz Festival, Exit Festival, Lovebox, Benicàssim, Splendour in the Grass, Parklife e date di tour da tutto esaurito in giro per il mondo.

### Uncanny Valley(2013)
Dopo una pausa di alcuni anni, durante i quali il gruppo si è dedicato ad effettuare vari esperimenti di progetti audiovisivi, hanno ricominciato a fare sessioni di registrazione in una chiesa sconsacrata della Loira francese, pubblicando infine un video musicale attribuendolo non a se stessi ma ad un presunto gruppo musicale sovietico come lavoro degli inizi degli anni '80 del 1900, salvo poi far scoprire dopo alcune settimane che in realtà si trattava del loro nuovo brano, Ballad of the War Machine. L'album Uncanny Valley è stato pubblicato subito dopo, a metà del 2013, ed è stato seguito da un tour con Tame Impala ed altri spettacoli correlati.

## Discografia

### Album
- Dystopia - Siberia/Inertia (SIB002X) (4 agosto 2007) N. 21 in Australia
- The Crystal Axis - Siberia (28 maggio 2010) N. 20 in Australia
- Uncanny Valley - (14 giugno 2013)

### EP
- Midnight Juggernauts - Pubblicato da indipendenti (maggio 2005)
- Secrets of the Universe - Siberia/Inertia (SIB001) (giugno 2006)
- 20,000 Leagues (2007)
- Shadows EP - Siberia (2008)
- Into the Galaxy EP - Siberia (2008)
- Surplus Maximus EP - Siberia (2010) (CD bonus CD distribuito con l'album The Crystal Axis come edizione limitata di 2 CD)

### Singoli
- "45 and Rising" 12" - Cutters (CUTTERS002) (maggio 2006)
- "Road to Recovery" - Siberia (16 luglio 2007)
- "Shadows" 12" - Siberia (21 febbraio 2008)
- "Into the Galaxy" 12" - Siberia (29 settembre 2008)
- "This New Technology" - Bandroom (2009)
- "Vital Signs" (2 aprile 2010)
- "Lara Versus the Savage Pack" (2010)
- "Ballad of the War Machine" (2013)
- "Memorium" (2013)

### Video musicali
- "Raised by Wolves", da Midnight Juggernauts EP (2005)
- "45 and Rising" e "Shadows", da Secrets of The Universe EP (2006), diretti da Krozm
- "Road to Recovery" (2007), diretto da Krozm
- "Into the Galaxy-Original" e "Tombstone" (2008), diretti by Krozm
- "Into the Galaxy-New Video" (2008), diretti da Dir. Rozan & Schmeltz per Surface 2 Air (Partizan)
- "This New Technology" (2009), diretto da Special Problems
- "Vital Signs" (2010), diretto da Krozm
- "Midnight Juggernauts live at Bataclan in Paris" (2010), prodotto da Grandcrew.com
- "Ballad of the War Machine" e "Memorium" (2013), diretti by Vincenzi Vandella

Remix
- The Presets: "Down Down Down" (2006)
- Dragonette: "I Get Around" (2006)
- Electric Six: "Future Is in the Future" (2006)
- K.I.M.: "Wet N' Wild" (2006)
- Damn Arms: "The Cormorant" (2007)
- Sébastien Tellier: "Divine" (2008)
- CSS: "Left Behind" (2008)
- Cut Copy: "Hearts on Fire" (2008)
- Johnny Cash: "Port of Lonely Hearts" (2008)